# Liste der Naturdenkmale in Feilbingert
Die Liste der Naturdenkmale in Feilbingert nennt die im Gemeindegebiet von Feilbingert ausgewiesenen Naturdenkmale (Stand 7. März 2024).

## Naturdenkmale
| Nr.         | Bezeichnung        | Lage                                | Beschreibung | Bild                                    |
| ----------- | ------------------ | ----------------------------------- | ------------ | --------------------------------------- |
| ND-7133-451 | Eiche am Silbersee | westlich des Ortes an der K 83 Lage | Quercus sp.  | Direkt Bild zu diesem Denkmal hochladen |

## Ehemalige Naturdenkmäler
| Nr.         | Bezeichnung | Lage                                                      | Beschreibung                                                                | Bild                                    |
| ----------- | ----------- | --------------------------------------------------------- | --------------------------------------------------------------------------- | --------------------------------------- |
| ND-7133-429 | Dicke Eiche | nordwestlich des Ortes; Abteilung Wildenbacher Hecke Lage | auch Ringeiche; Quercus sp., um 1810 gekeimt; 2015 wegen Erkrankung gefällt | Direkt Bild zu diesem Denkmal hochladen |